# Jochen Rath
Jochen Rath (*  1967 in Lemgo) ist ein deutscher Historiker und Archivar und seit 2006 Leiter des Stadtarchivs und der Landesgeschichtlichen Bibliothek in Bielefeld.

## Leben
Rath studierte Neuere Geschichte, Politik- und Historische Hilfswissenschaften an der Universität Münster. Dort promovierte er 1997 im Fachbereich Neuere und Neueste Geschichte mit einer Arbeit über „Die Hansestädte und die Konflikte Braunschweigs mit den Welfen im 17. Jahrhundert“. Anschließend machte er ein Praktikum am Staatsarchiv Bückeburg (1998). Sein Einstieg in den Beruf des Archivars erfolgte über ein Referendariat am Landeshauptarchiv Koblenz (1999–2000) bei gleichzeitiger Absolvierung des Wissenschaftlichen Referendarkurses an der Archivschule Marburg. Von 2003 bis 2006 war Rath Leiter des Kreisarchivs Warendorf, ehe er am 1. Juli 2006 die Institutsleitung des Stadtarchivs und der Landesgeschichtlichen Bibliothek Bielefeld übernahm. Seit 2016 ist Rath ordentliches Mitglied der Historischen Kommission für Westfalen.

## Schriften (Auswahl)
- „alß gliedere eines politischen leibes“. Hansestädtische Interventions- und Bündnisgemeinschaften im 17. Jahrhundert (Dissertation Münster 1997). Münster 1998.
- Bielefeld. Eine Stadtgeschichte (= Bielefelder Beiträge zur Stadt- und Regionalgeschichte, 26). Regensburg 2019.
- Pakte und Pamphlete. Die Hansestädte und der Konflikt Braunschweigs mit den Welfen 1600 bis 1620/71. In: Hansestädte und Landesherrschaft. S. 115–154.
- Hrsg.: 1914 – 1918. Bielefeld im Ersten Weltkrieg. Bielefeld 2014.
- Vier Wochen im September. Die Stadtgesellschaften Rzeszów und Bielefeld 1939 (= Bielefelder Beiträge zur Stadt- und Regionalgeschichte. 23). Bielefeld 2012.